# Enceinte de Bouvignes-sur-Meuse
L'enceinte de Bouvignes-sur-Meuse est un ancien ensemble de fortifications qui protégeait la ville de Bouvignes-sur-Meuse, deuxième ville en importance du comté de Namur (aujourd'hui en Belgique).

## Vestiges

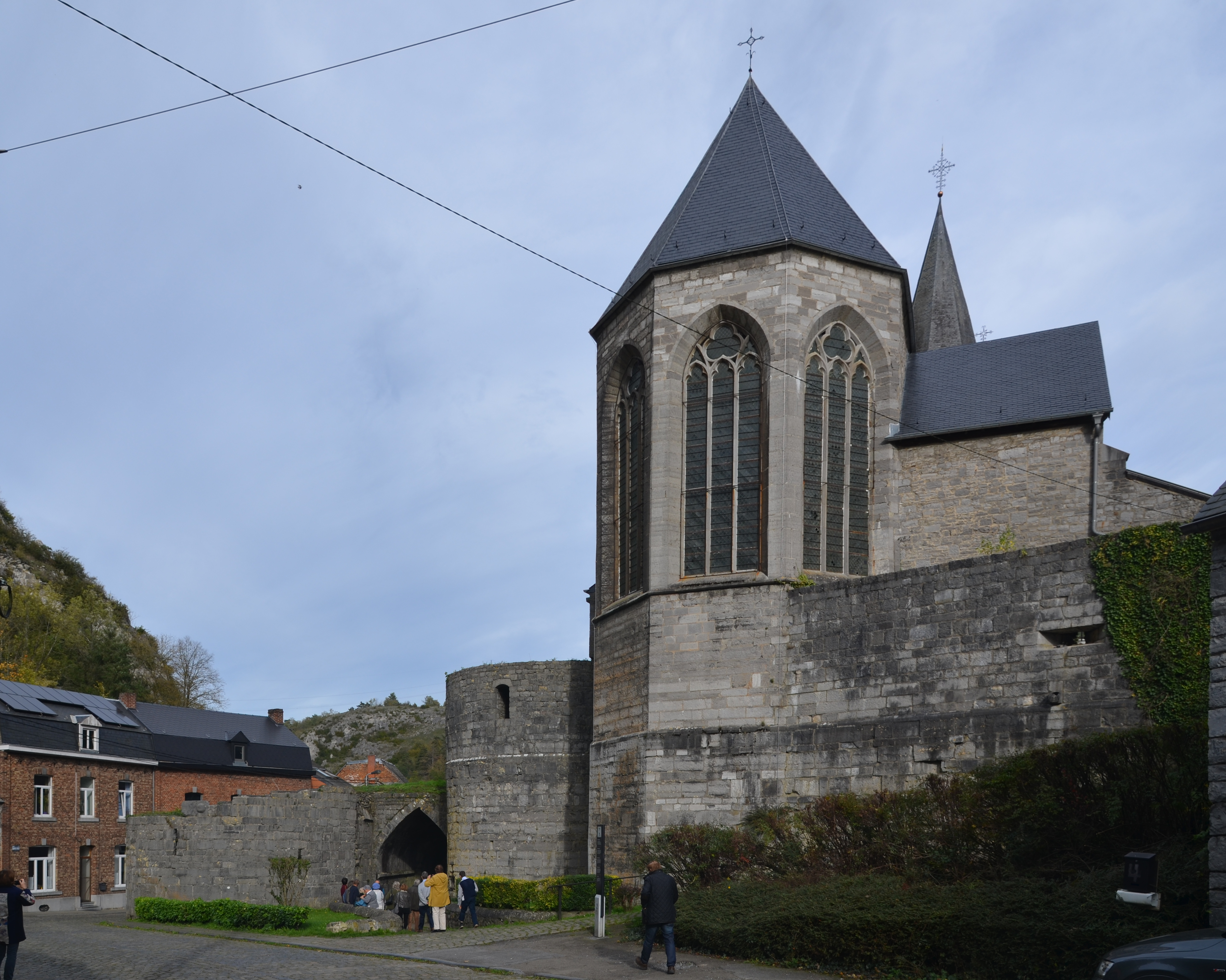
Une partie de l'enceinte et le chœur occidental de l'église Saint-Lambert.
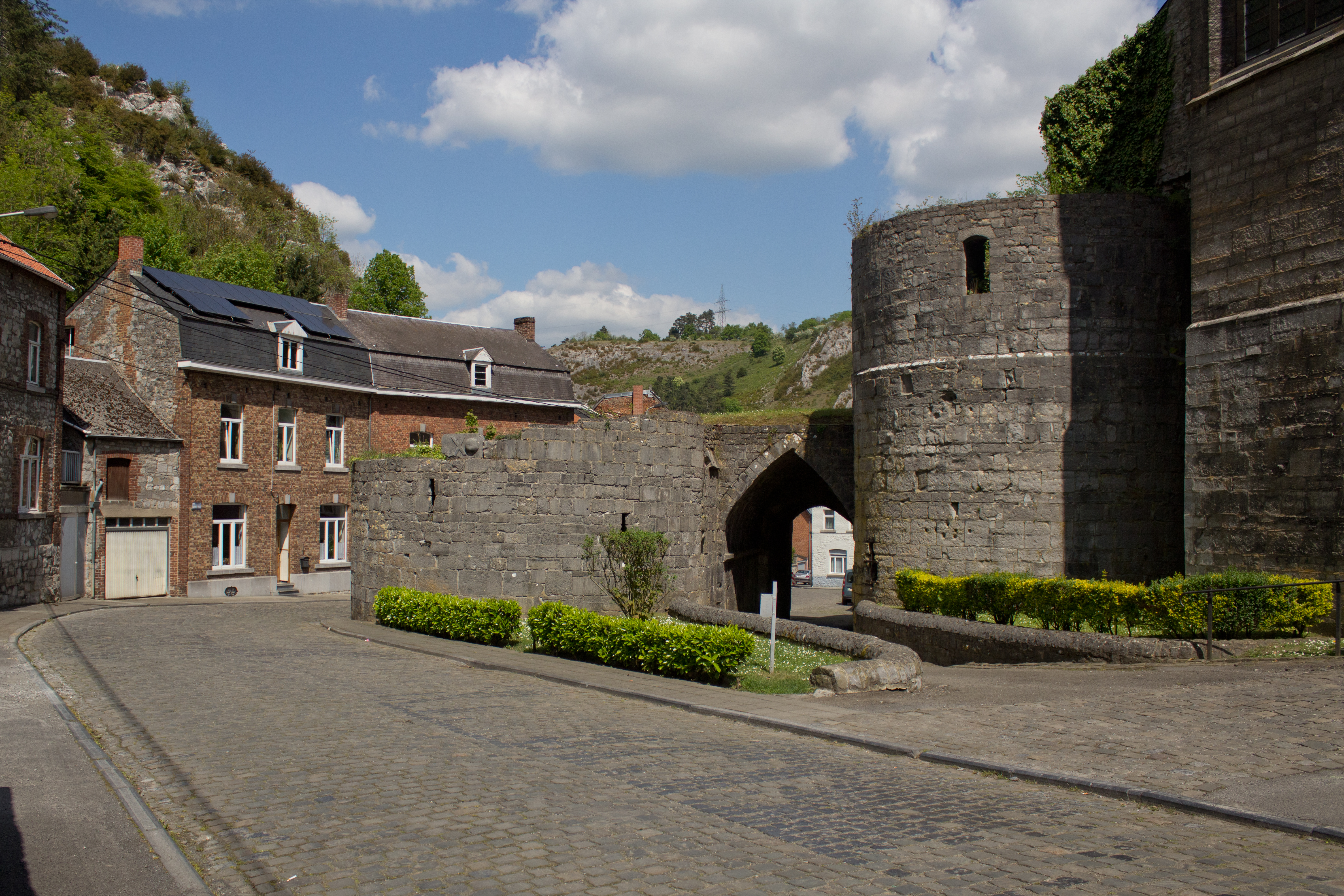
La porte de la Val.